# Sainte-Marguerite, Vosges
Sainte-Marguerite är en kommun i departementet Vosges i regionen Grand Est (tidigare regionen Lorraine) i nordöstra Frankrike. Kommunen ligger i kantonen Saint-Dié-des-Vosges-Est som tillhör arrondissementet Saint-Dié-des-Vosges. År 2022 hade Sainte-Marguerite 2 253 invånare.

## Befolkningsutveckling
Antalet invånare i kommunen Sainte-Marguerite
| Referens: INSEE |